# Ajivika
 (mars 2025).

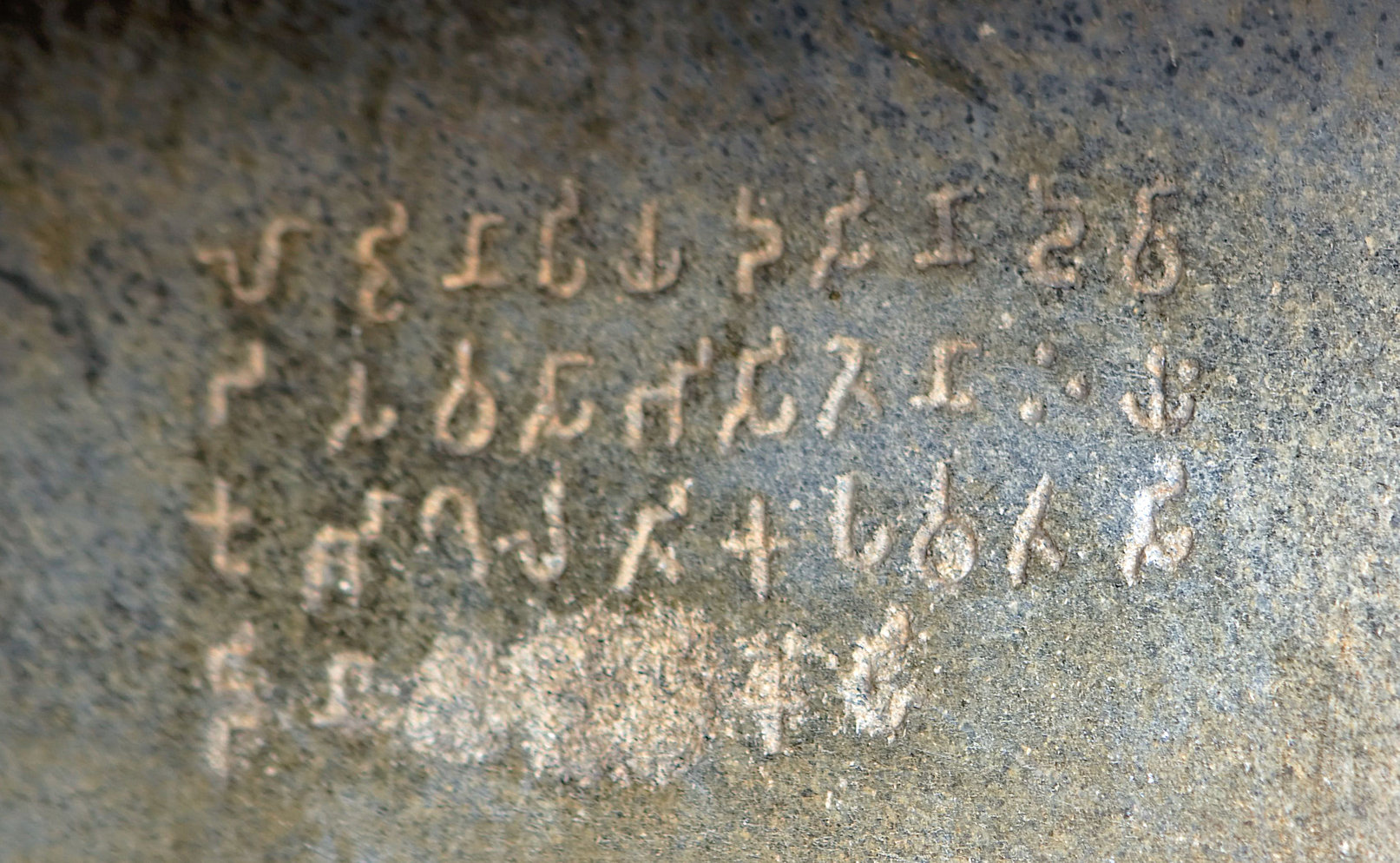
Inscriptions d'Ashoka dans les grottes de Barabar offrant une grotte aux Ajivikas (env. 260 av.J-C).

L'Ājīvika (en sanskrit : आजीविक ; également écrit sous les formes Ajivika et Ajivaka, est un ancien mouvement philosophique et ascétique fondé par Gośāla, appelé aussi Maskariputra , ayant vécu en Inde vers le Ve siècle av. J.-C. La doctrine ājīvika est proche du bouddhisme et du jaïnisme. Ses partisans étaient des śramaṇa, des moines mendiants. Leur doctrine était un fatalisme strict ou déterminisme absolu, sans dieu : l'âme de chaque créature transmigre selon un principe cosmique impersonnel appelé niyati (« destinée »). Les Ājīvikas considéraient en outre la doctrine du karma comme une erreur. Ils étaient principalement considérés comme des athées; cependant, ils croyaient que dans chaque être vivant il y a un ātman — une prémisse centrale des Védas.
La métaphysique des Ājīvikas incluait une théorie des atomes, où tout était composé d'atomes, les qualités émergeant d'agrégats d'atomes, mais l'agrégation et la nature de ces atomes étaient prédéterminées par les lois et forces cosmiques,.

## Aperçu historique

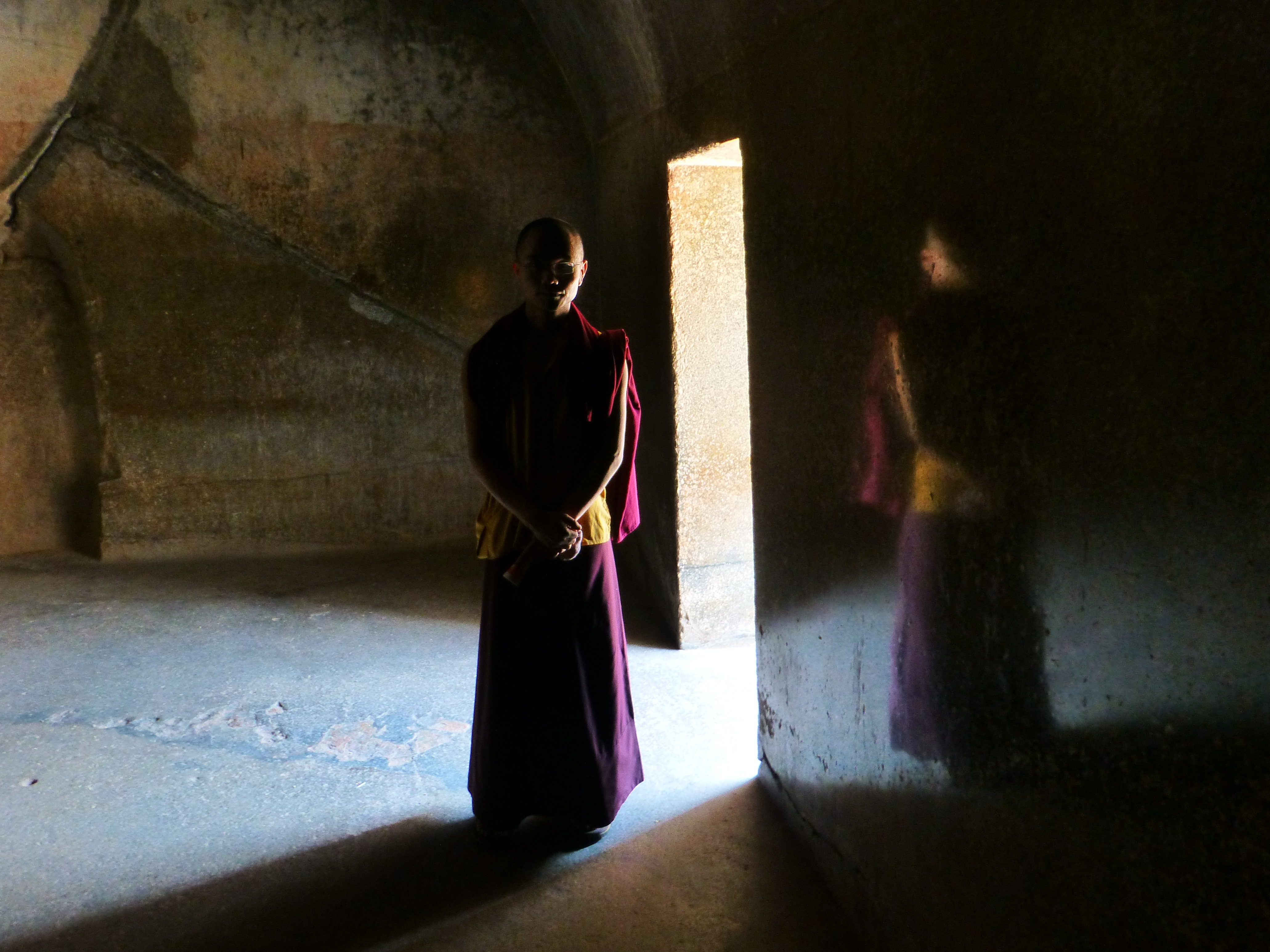
Les Ajivikas ont reçu les grottes de Barabar de la part de l'empereur Ashoka, au

Le terme ājīvika signifie « qui suit les règles de vie ». En pratique, c'étaient des ascètes nus, mendiant leur pitance de village en village auprès de la population. Ils faisaient peu de cas de la morale ordinaire, puisque pour eux la libération du saṃsāra ne pouvait pas venir d'un acte volontaire, si ce n'est le respect du karma, d'où leur vie d'ascète proche des jaïns antiques. Cette libération ou moksha était le produit d'une longue série de transmigrations, à travers lesquelles l'âme humaine ou jiva se purifiait peu à peu, jusqu'à disparaître complètement. Les ājīvikas représentaient ainsi l'ultime étape de ce processus. Eux étaient en effet sortis du cercle infernal des renaissances et du destin fixé auquel nul ne pouvait échapper. Ce culte aurait disparu aux alentours du XVe siècle.
Des fragments de la doctrine ājīvika ont été préservés dans des sources bouddhistes ou jaïnes.
Certains considèrent Makkhali Gosala comme le fondateur de ce courant religieux. Le Bhagavati Sutra jaïn dépeint Gosala comme un disciple du Maître éveillé jaïn Mahavira qui se sépara de lui après six années, par manque de force morale. Mais l'histoire dans ces textes est souvent arrangée pour favoriser telle ou telle doctrine.
Le Samaññaphala Sutta du canon pali bouddhique mentionne lui aussi Gosala et un autre ājīvika éminent, Purana Kassapa. Dans ce texte, Purana Kassapa nie la conséquence des actes, tandis que Makkhali Gosala affirme le fatalisme et l'impuissance des êtres.
Le père de l'empereur Ashoka, Bindusara, était un adepte ajivika. Ces souverains ont protégé les mouvements ascétiques, les ordres de moines mendiants et les renonçants. Par exemple, près de Bodh-Gaya dans l'État du Bihar, les grottes de Barabar ont été excavées pour leur commodité. L'ajivika atteint son apogée à l'époque d'Ashoka, avant de décliner et de disparaître.

## Textes ājīvika
Selon un commentateur jaïn, les écritures ājīvika peuvent être groupées en huit collections de textes :
- Divyam (du divin)
- Autpātam (des présages)
- Bhaumam (de la Terre)
- Āngam (du corps)
- Svāram (du son)
- Lākşanam (des caractéristiques)
- Vyāñjanam (de l'indication)